# 沖縄市立宮里中学校
沖縄市立宮里中学校（おきなわしりつ みやさとちゅうがっこう）は、沖縄県沖縄市にある市立中学校。

## 通学区域
美里一丁目27番、28番、29番1号、29番11号、31番、二丁目27番、28番、字美里、美原一丁目、二丁目、三丁目、四丁目、東一丁目、二丁目、宮里一丁目1番1号～1番24号、1番26号～1番35号、2番～12番、13番3号～13番10号、17番～31番、二丁目、三丁目、四丁目1番～31番、32番8号、14号、17号、19号、美里仲原町、桃原二丁目5番5号～5番11号、5番20号～5番27号、6番17号～6番26号、17番16号、古謝一丁目1番7号、1番8号、古謝津嘉山町1番～13番、14番8号～46号、15番～43番、44番15号～27号

## 著名な出身者
- 嘉陽宗一郎 - 社会人野球選手
- Rude-α - 音楽家、タレント、ラッパー